# 한국인표준게놈
한국인표준게놈(Korean Standard Genome) 혹은 한국인표준유전체는 한반도에서 유래하거나 거주하고 있는 한국 인족(Ethnic Group)의 참조표준과 대표성 표준을 뜻한다. 한국인 참조표준 사업은 2006년 한국생명공학연구소의 국가생물자원정보관리센터(Korean Bioinformation Center)에서 최초로 공식적으로 추진되었다. 국가참조표준센터의 참조표준 데이터 센터로 지정받고 국가적으로 추진되었으며, 2008년 가천의대 암당뇨연구원의 GA2 일루미나 해독기기가 도입되어 최초의 한국인전장게놈(유전체)가 생산되었을때, 그 서열 정보를 참조표준으로 제정하기로 했고, 2008년 12월 데이터가 전세계적으로 공개가 되었으면, 2009년 5월 게놈전문 학술지 "Genome Research"에 최초의 한국인로 출판되었다. 이때 공개된 최초의 표준게놈 후보 게놈이 SJK 로, 김성진(Kim Sung Jin) 박사의 약자이다. 그러나 2010년, SJK는 개인적인 사정으로 비공개가 되기로 함에 따라, 2011년 새로운 표준게놈 샘플로, KOREF(KORea REFerence)가 선정되었다. 코레프는 수십명의 한국인 표준게놈 샘플(혈액) 기증자들의 게놈중에서 당시까지 알려진 수십만개의 유전자 마커를 이용하여, 그중에서 가장 중간적 평균적인 위치에 있는 남성의(Y-염색체 확보를 위함) 혈액을 객관적인 표준화 절차에 따라 선정했다. 코레프는 건강상 이상이 없는 정상인으로서, DNA 제공이 지속적으로 가능한 사람의 것으로 선정이 되었다. 2011년부터 지식경제부의 다부처유전체 사업의 선행연구사업으로 선정이 된 테라젠이텍스 바이오연구소의 박종화박사가 연구 책임자로, 코레프의 데이터를 생산을 본격적으로 하였고, 2013년부터, 국가적인 데이터 교환 차원에서 한국생명공학연구원의 국가생물자원정보센터에 공식적으로 최초의 한국인 표준게놈으로 기탁 및 분양되기 시작했다. 현재 한국 참조 게놈 프로젝트에서 공식적으로 공개분양되고 있다.
코레프를 한국인참조표준게놈으로서, 한사람의 게놈을 정밀하게 불확도등 표준절차를 고려하여 구축하는 것이다. 이것에 비교하여, 한국인 대표표준은, 수많은 한국인의 유전적 다양성을 표준화하는 것으로, 한국인변이체라고도 불린다. 이런 한국인 집단 표준게놈은 2011년부터 게놈연구재단에서 코레프, SJK, KT의 게놈 팀등에서 생산된 수십명의 한국인 전장게놈을 이용하여 구축이 되었다. 이 데이터는 미국 하바드의대의 개인게놈사업(PGP)와 협력으로, 가장 자유롭게 유전체 정보가 분양이 되는 원칙으로 생산, 가공 및 분배되는 방식을 택하고, 국가참조표준센터의 변이체 데이터 센터로 선정이되어, 국가 공인된 한국인 표준게놈정보를 제공하고 있다.

## 한국인표준 변이체
한국인 표준변이체(Korean Reference Variome)은 2011년부터 본격적으로 구축이 된 한국인 유전자 대표성 DB이다.